# Maria Treben
Maria Treben, născută Günzl, (n. 27 septembrie 1907, Žatec, Ústí nad Labem, Cehia – d. 26 iulie 1991, Grieskirchen, Austria Superioară, Austria) a fost o botanistă și autoare austriacă. A fost considerată o specialistă în domeniul medicamentelor pe bază de plante și a altor metode alternative de tratament în tradiția lui Sebastian Kneipp. Cartea ei Gesundheit aus der Apotheke Gottes (Sănătate din farmacia Domnului) a fost publicată în peste 20 de limbi străine și a avut un tiraj total de peste opt milioane de exemplare.

## Biografie
Maria Treben s-a născut în 1907 în orașul Žatec din Boemia (atunci în Austro-Ungaria), ca fiica mijlocie a lui Ignatz Günzl (n. 1876), proprietarul unei tipografii, și al soției sale, Marie Anna Marek (n. 1879). Când avea vârsta de zece ani, tatăl ei a murit într-un accident de căruță. Familia s-a mutat doi ani mai târziu la Praga. După Primul Război Mondial Sudetenland a devenit parte componentă a noului stat Cehoslovacia. La vârsta de 19 ani Maria Günzl a absolvit cursurile unui liceu de fete din Praga și a lucrat apoi, timp de paisprezece ani, în birourile cotidianului Prager Tagblatt. S-a căsătorit pe 12 august 1939 la Kaptitz cu inginerul Ernst Gottfried Treben, a renunțat la locul de muncă și a devenit gospodină și mamă. În același an a intrat în NSDAP. În anul 1942 s-a născut fiul ei, Kurt. În noiembrie 1945 a plecat împreună cu soțul, fiul, mama și soacra în Bavaria. Ca urmare a unei boli care i-a pus viața în pericol în 1947, a început să cerceteze medicina pe bază de plante. După expulzarea germanilor din Cehoslovacia, Treben a migrat în Bavaria și apoi în Austria. S-a mutat în anul 1951 în orășelul Grieskirchen din Austria Superioară. A murit în 1991.

## Cercetarea medicinei pe bază de plante
În ianuarie 1947, în urma expulzării germanilor din Cehoslovacia, Maria Treben a fost adăpostită într-o tabără de refugiați din Wülzburg (Bavaria). Acolo a avut o erupție cutanată și, după o ședere de trei săptămâni, s-a îmbolnăvit de febră tifoidă. A fost transferată din tabără la un spital, unde, din cauza războiului; nu existau prea multe medicamente și nu era nicio perspectivă de salvare. Surorile i-au dat să bea suc de rostopască, iar starea ei de sănătate s-a îmbunătățit imediat. Această experiență cheie a determinat-o să înceapă să studieze herbalismul.
În următorii ani, Treben a studiat ca autodidactă medicina pe bază de plante (fitoterapie). A practicat în Austria și Germania, fără a fi o practicantă recunoscută. Recomandarea folosirii bitterului suedez („ierburile suedeze”) a devenit deosebit de cunoscută. Această practică s-a bazat pe redescoperirea unei rețete a medicului suedez Claus Samst, care la rândul său a atribuit-o lui Urban Hjärne (1641-1724). Acestă rețetă este cunoscută ca Micul bitter suedez și conține următoarele plante: 10 grame de aloe (rădăcină de gențiană sau praf de pelin), 5 grame de smirnă, 0,2 grame de șofran, 10 grame de foi de sena (siminichie), 10 grame de camfor natural, 10 grame de rădăcină de revent (rabarbăr), 10 grame de rădăcină de curcumă (șofran-de-India), 10 grame de mană, 10 grame de Theriak venețian, 5 grame de rădăcină de lemnul-Domnului și 10 grame de rădăcină de anghelică.
Cărțile Mariei Treben au devenit bestselleruri și au fost distribuite pe scară largă. Gesundheit aus der Apotheke Gottes – Ratschläge und Erfahrungen mit Heilkräutern a fost vândută în milioane de exemplare.

## Critică
Organizația consumatorilor germani Stiftung Warentest a exprimat îndoieli considerabile cu privire la priceperea Mariei Treben, susținând că ea recomandă pentru tratarea unor boli grave (inclusiv cancer) unele plante a căror eficiență nu a fost dovedită până acum. În opinia specialiștilor acestei organizații, Treben confundă uneori termeni tehnici importanți, de exemplu, inulina de zahăr cu hormonul insulină, făcând-o să recomande în mod greșit păpădia pentru tratarea diabetului zaharat. „Rețeta ei de rostopască pentru tratarea bolilor ficatului și ale vezicii biliare este un ghid pentru otrăvire. Sfatul de infuza o lingură de bitter suedez pune în pericol viața.”
Clinica Universitară din Freiburg a declarat în ghidul său pentru pacienții cu cancer: „(...) periculoasă (...) este tendința de bază de a prezenta toate bolile ca fiind vindecabile cu plante medicinale. Referindu-se la Sebastian Kneipp, Treben susține că planta coada-calului oprește evoluția oricărei tumori benigne sau maligne și o dizolvă încet. (...) Scepticismul și reținerea sunt necesare atunci când vine vorba de sfaturile și experiențele cu plante medicinale ale Mariei Treben. (...) Sfatul periculos este tratarea mai întâi a tumorilor care sunt operabile și, prin urmare, vindecabile cu plante medicinale, ca de exemplu a cancerului testicular cu comprese cu pătlagină îngustă. Se pierde astfel mult timp și, probabil, șansa unei vindecări. Toate aceste medicamente nu și-au dovedit eficacitatea împotriva cancerului”.

## Lucrări (selecție)
- Gesundheit aus der Apotheke Gottes – Ratschläge und Erfahrungen mit Heilkräutern (Sănătate din farmacia Domnului). Ennsthaler Verlag, Steyr, 1980, ISBN: 3-85068-090-8.
- Maria Treben's Heilerfolge – Briefe und Berichte von Heilerfolgen. Ennsthaler Verlag, Steyr, 1980, ISBN: 3-85068-082-7.
- Allergien – vorbeugen – erkennen – heilen / Gesund mit Maria Treben (Alergii – prevenire – reunoaștere – vindecare / Sănătate cu Maria Treben). Ennsthaler Verlag, Steyr, 2008, ISBN: 978-3-85068-813-0.
- Aus meiner Hausapotheke. Heyne, München, 1988, ISBN: 3-453-02481-8.
- Streß im Alltag. Vorbeugen, erkennen, heilen / Gesund mit Maria Treben. Ennsthaler Verlag, Steyr, 1994, ISBN: 3-85068-806-2.
- Kinderkrankheiten – vorbeugen – erkennen – heilen / Gesund mit Maria Treben. Neuherausgabe. Ennsthaler Verlag, 1993.

## Legături externe
- de Maria Treben în Catalogul Bibliotecii Naționale a Germaniei (Informații despre Maria Treben • PICA • Căutare pe site-ul Apper)